# Kelmend
Kelmend è una frazione del comune di Malësi e Madhe in Albania (prefettura di Scutari).
Fino alla riforma amministrativa del 2015 era comune autonomo, dopo la riforma è stato accorpato, insieme agli ex-comuni di Gruemirë, Kastrat, Koplik, Qendër Koplik e Shkrel a costituire la municipalità di Malësi e Madhe.

## Località
Il comune è formato dall'insieme delle seguenti località:
- Selcë
- Brojë
- Tamarë
- Vukël
- Kozhnjë
- Nikç
- Lepush
- Vermosh

È gemellato con il comune italiano di Roccaraso.